# George Duroy
George Duroy (Pseudonym; bürgerlich Lanning Jánošov) (* 1957) ist ein slowakischer Pornofilmproduzent.

## Leben
Nach seiner Schulzeit begann Duroy in der Pornofilmbranche tätig zu werden. Duroy gründete Anfang der 1990er Jahre das slowakische Filmstudio Bel Ami. Sein Pseudonym "George Duroy" hat er aus dem Roman Bel Ami von Guy de Maupassant entnommen. Die ersten Filmproduktionen Accidental Lovers und Sauna Paradiso wurden 1993 hergestellt. Das Unternehmen von Duroy hat seinen Sitz in Bratislava. Duroy drehte und produzierte in den 1990er und 2000er viele homosexuelle Pornofilme.

## Filmografie (Auswahl)
- 1997: An American in Prague
- 1995: Pleasure Express (Grabby Awards)
- 1998: Lucky Lukas
- 1999: Cherries
- 2000: Flings
- 2001: Personal Trainers
- 2005: Lukas in Love
- 2006: Out in Africa

## Preise und Auszeichnungen (Auswahl)
- Grabby Awards 1995 für Best International Video
- Grabby Awards 2003 für Frisky Summer 4
- Grabby Awards 2004 für Just for Fun
- Grabby Awards 2006 für Lukas in Love
- GayVN Awards 2000, Hall of Fame